# Валя-Ларге (Бузеу)
Валя-Ларге (рум. Valea Largă) — село у повіті Бузеу в Румунії. Входить до складу комуни Буда.
Село розташоване на відстані 134 км на північний схід від Бухареста, 40 км на північ від Бузеу, 89 км на захід від Галаца, 100 км на схід від Брашова.

## Населення
За даними перепису населення 2002 року у селі проживали 94 особи, усі — румуни. Усі жителі села рідною мовою назвали румунську.